# 十和田観光電鉄三沢営業所

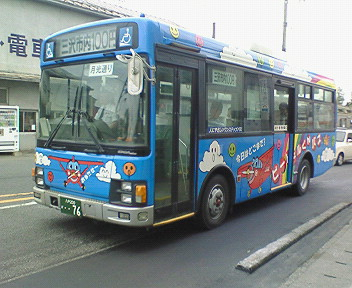
最近では、全面ラッピング車『ビードルくんバス』が2台在籍され、所管する一部の路線にて運用される。

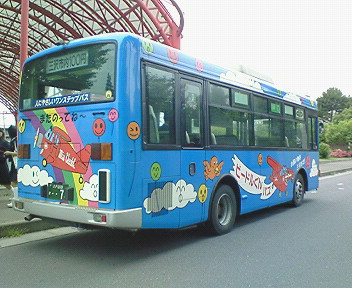
『ビードルくんバス』：リア側

十和田観光電鉄三沢営業所（とわだかんこうでんてつみさわえいぎょうしょ）は、青森県上北郡六戸町にある十和田観光電鉄の営業所。

## 管理下にある案内所
- 三沢駅バス案内所：青い森鉄道三沢駅に併設されている「三沢駅前交流プラザみーくる」内に設置されている。
  - 青森県三沢市大字犬落瀬字古間木355-2

## 所管路線

### 路線バス
（2022年12月26日現在）

#### 三沢 - 百石線 （三沢百石線）
- 三沢案内所小松ヶ丘 - 三沢駅 - 三沢中央 - 浜三沢 - 大津三丁目 - 鹿中 - 洋光台中央 - イオンモール下田前（下田温泉「ゆーらくえん」側） -  - 百石中央

沿革
- 19xx年 - 八戸 - 三沢線として運行開始。
- 200x年 - 急行便を廃止し、全便とも普通便に統一。
- 2003年4月20日 - 八戸側の発着地を十鉄八戸営業所に変更し、八戸営業所 - ラピア - 十一日町（八戸三日町）間を延伸。
- 2004年12月1日 - 同路線が直通便を3往復に減便、同路線の大部分が百石を境に分断化及び乗り継ぎ割引制度を開始（先述）。
- 2006年4月1日 - 浜三沢 - 鹿中間の経路を、大津三丁目経由に変更。同路線での三沢向平・四川目の各バス停での取り扱いを廃止。直通便を増便し、区間便を2往復に減便。同路線の区間便である「八戸 - イオン下田SC線」を運行開始（但し、日曜・休日のみの運行）。
- 2007年10月1日 - 十鉄のバス事業の見直しによる再編の一環として、八戸 - 三沢間の直通系統・「八戸 - 百石線」（八戸（営） - 洋光台北口間）・「八戸 - イオン下田SC線」（八戸（営） - イオン下田SC間）・三沢 - 百石線の根岸経由（三沢 - 根岸 - 百石中央間）の全便を廃止、三沢 - 洋光台 - イオン下田 - 百石中央間のみに短縮（これに伴って、三沢案内所のみの所管となる）。
- 2008年3月1日 - 旧：十和田観光電鉄を「とうてつ」に事業譲渡し、新：十和田観光電鉄に商号変更させた上で新会社による運営に伴い、当路線の運行を新会社に継承。
- 2009年4月1日 - イオン下田ショッピングセンター前を「イオンモール下田前」に停留所名称を改称。
- 2011年5月16日 -　減便の上、土休日を全て運休。朝の片道一本を二中前発に短縮。

その他
- かつて、百石 - 八戸線に浜市川経由が存在したが、1990年末に廃止された（但し、運賃が赤畑経由より割高だった）。
- 2007年10月のダイヤ改正で百石以東（八戸方面）への直通便が全て廃止された為、八戸から三沢方面へ通しで利用するには、十和田 - 八戸線を利用して百石案内所にて乗り換えとなる（その際は以前の直通便の運賃が適用される。乗り継ぎ方法についての詳細は十和田 - 八戸線を参照のこと）。

#### 十和田 - 三沢線 （鉄道代替バス）
- 三本木営業所と共管。当該記事を参照のこと。

#### 七戸 - 上北町 - 三沢線 （上北線）
- 三沢発着便のみ三本木営業所と共管。当該記事を参照。

#### 三沢 - イオンモール下田線
- 三沢案内所 - 小松ヶ丘中央 - 三沢駅 - 新町 - 中央四丁目 - 三沢市役所 - 岡三沢小学校前 - 大津四川目 - イオンモール下田
  - 三沢案内所から、イオンモール下田に向かう場合、途中停留所での降車不可。また、イオンモール下田から三沢市内へ戻る場合、途中停留所からの乗車は出来ない（クローズドドア方式）[1]。
  - 土曜・日曜・祝日のみ運転。但し、お盆期間の8月13日～16日は毎日運転。
  - 運賃は大人300円（小児と身障者は150円。同伴者1人につき、2人まで無料）。
  - 定期券・各種回数券は使用出来ない（南部バス・八戸市交通部の各種回数券も同様）。

### 運行受託
- 三沢市コミュニティバス『みーばす』（三沢市地域公共交通会議より受託）

### 廃止・休止路線

#### 三沢 - 八戸線（根岸経由・洋光台経由）
八戸営業所と共管。
- 三沢案内所（小松ヶ丘） - 三沢駅 - 三沢中央 - 浜三沢 - 大津三丁目 - 鹿中 - （洋光台中央 - イオン下田ショッピングセンター） - 百石案内所 - 多賀台団地 - 八戸三日町・十一日町 - ラピア - 八戸営業所
  - 2007年10月1日 - 廃止。

#### 三沢市内線
- （六戸方面直通） - 三沢駅 - 三沢中央 <→松園町>
- 三沢案内所 - 三沢駅 - 三沢中央 <→三沢高校通>
  - 2007年10月1日 - 廃止。

#### 北浜（天ヶ森）線
- 三沢案内所小松ヶ丘 - 三沢駅 - 三沢中央 - 四川目 - 塩釜 - 天ヶ森入口 - 天ヶ森
  - 2010年4月1日 - 新森まわり塩釜発着への再編により、天ヶ森への乗り入れが廃止された[2]。

#### 三沢 - 深谷 - 大津四川目線
- 大津行：三沢案内所小松ヶ丘→三沢駅→三沢中央→日の出町一丁目→深谷→アイスアリーナ前→大津四川目→大津北→前平入口→前平二丁目
- 三沢駅・小松ヶ丘行：（前平入口→）前平二丁目→大津東→大津四川目→アイスアリーナ前→深谷→日の出町一丁目→市立病院前→三沢駅→三沢案内所小松ヶ丘
  - 2010年11月8日 - この日より、三沢市コミュニティバス：大津前平線として運行（ただし、従来の松園町・南山・アイスアリーナ前・三沢小通り・園沢は経由しなくなる）[3]。

#### 三沢市内100円バス
この路線の運賃は、小学生以上100円である（身体障害者割引はない。また、回数券・定期券での使用はできない）。
※：全停留所を掲載
- 古間木小学校前 - ファミリーショップ - 春日台三丁目 - 小松ヶ丘通り - 春ヶ丘 - 春日台 - 三沢駅 - 高橋製材所 - 三沢公園 - 滝の沢公園 - 中央四丁目 - 仲町商店街通り - 市立病院 - 武道館前 - アメリカ広場 - 市役所前 - 桜町 - 高校通 - サンマル通り - ミス・ビードルドーム - 工場団地通 - 松園公園前 - Bバリ通り - 県信用前 - 総合社会福祉センター入口 - 岡三沢小学校前 - 岡三沢二丁目 - 岡三沢温泉前 - 堀口中学校前 - ウィング三沢前 - スーパードラッグアサヒ前 - 雇用促進住宅前 - 泉町二丁目 - 月光通り
  - 2010年4月1日 - 武道館前 - 市役所前間に「アメリカ広場」バス停を新設[4]。
  - 2010年11月7日 - 翌11月8日の三沢市コミュニティバス実証運行開始（区間の一部を見直した上で同コミュニティバスの「ビードル線」として運行）と引き替えに、この日の運行をもって廃止。

#### 三沢 - イオンモール下田シャトルバス
- 古間木小学校前 - 三沢駅 - 三沢公園 - 中央四丁目 - サンマル通り - 岡三沢温泉前 - アイスアリーナ前 - イオンモール下田
  - 2016年4月10日 - 利用者僅少につき、この日の運行をもって休止[5]。

#### 三沢 - 大曲 - 六戸 - 上吉田線 （通目木線）
- 三沢中央 - 三沢駅 - 柳沢駅前 - 六戸中央 - 上吉田
  - 2010年4月1日より、柳沢駅への乗り入れを開始している[6]。
  - 2014年12月で、運行を終了。2015年1月より、六戸町民バスが「三沢駅乗り入れ」として、運行を開始[7]。

#### 三沢 - 四川目 - 平沼線 （北浜線）
- 三沢案内所小松ヶ丘 - 三沢駅 - 中央四丁目 - 三沢中央 - 四川目 - 南六川目 - 越下 - 八幡
- 三沢案内所小松ヶ丘 - 三沢駅 - 中央四丁目 - 三沢中央 - 四川目 - 平沼入口 - 追舘
  - 三沢市コミュニティバス実証運行開始に伴い、2010年11月8日以降は上記の系統において平日・土曜の朝夕時間帯と日曜・休日のみの運行（平日・土曜の日中について、三沢駅方面から北浜方面へは三沢市コミュニティバス：「うさぎさんバス」駅シャトル線に乗車し、「市役所・公会堂前(2)」で北浜木崎野線（四川目方面）へ乗り継ぎとなる(2011年4月1日現在)）。また、三沢駅から四川目方面への経路は一方通行（中央三丁目）まわりを廃止し、三沢駅・小松ヶ丘行と同様の中央四丁目・市役所まわりの運行となる[3]。
  - 2023年3月現在では、三沢市コミュニティバス「みーばす」の路線として運行をしている。

#### 運行受託
- おいらせ町民バス
  - 2022年4月1日 - 岩手県北自動車南部支社に委託先が変更。

## 営業所設備
- 庁舎
  - 2019年3月11日 - 2020年4月3日の期間中は三沢駅案内所[8]の代替として乗車券の販売も行っていた。
- 車庫
- 洗車設備